# Tagsdorf
Tagsdorf é uma comuna francesa na região administrativa de Grande Leste, no departamento Alto Reno. Estende-se por uma área de 2,5 km². Em 2010 a comuna tinha 300 habitantes (densidade: 120 hab./km²).